# Nénette Pépin-Fitzpatrick
Nénette Pépin-Fitzpratick, née Antoinette Paule Pépin-Fitzpatrick le 9 avril 1908 à Saint-Pierre-et-Miquelon et morte le 14 novembre 1990 à Buenos Aires (Argentine), connue aussi sous le pseudonyme de Pablo del Cerro, est une pianiste et compositrice française qui s'illustra en Argentine. 
Elle travailla avec Atahualpa Yupanqui, l'auteur-compositeur-interprète argentin le plus important de sa génération, pour lui donner près de 80 titres, dont El Alazan, Luna Tucuman, Chacarera de las Piedras.
Depuis 2020, ses chansons ont fait l'objet d'un travail de recherche qui a débouché en 2024 sur une série de concerts présentés par Mandy Lerouge, artiste franco-malgache, avec pour objectif de mettre en lumière l'apport de cette femme internationale au patrimoine argentin. Pour ce faire, elle a entre autres rencontré le fils des deux artistes en Argentine.
Cette démarche a été restituée dans un documentaire court disponible sur YouTube.
Un autre documentaire de 30 minutes de Martine Briand, Jérôme Anger et Hannah Boubakeur a tenté de retracer ce destin singulier.

## Biographie
Saint-Pierraise, elle est fille d'Emmanuel, commerçant, et d'Henriette, immigrée irlandaise de Terre-Neuve. Elle passe la période de la Grande Guerre en Normandie avec son père et sa mère : son grand-père était normand de Granville. À Caen, elle commence des études classiques de piano. Elle arrive en Argentine avec son père à l'âge de 20 ans à la suite de la mort de sa mère, et y rejoint sa sœur. Elle y fut l'épouse d'Atahualpa Yupanqui, avec qui elle vécut à Cerro Colorado à 900 km de Buenos Aires et où réside encore son fils Roberto Chavero, 75 ans en 2020, fils unique de son mariage le 3 janvier 1979 avec Hector Roberto Chavero, le nom à l'état civil d'Atahualpa Yupanqui.